# König Ottokars Glück und Ende
König Ottokars Glück und Ende ist ein Trauerspiel in fünf Aufzügen von Franz Grillparzer.

## Entstehung, Stoff, Veröffentlichung
Grillparzer wollte ursprünglich ein Drama über Napoleon schreiben. Da er jedoch eine Ablehnung des Stückes durch die Zensur befürchtete, wählte er stattdessen den Böhmenkönig Ottokar II. Přemysl (1232–1278), dem er ähnliche Charakterzüge zuschrieb. Er wurde wahrscheinlich durch die Dramen über Rudolf von Habsburg und König Ottokar sowie das spanische Barockdrama beeinflusst.
Das Drama entstand schließlich 1823, aber die Veröffentlichung verzögerte sich wegen Zensurschwierigkeiten, die Joseph Schreyvogel veranlasste. Das Stück wurde vorerst wegen „ungünstiger Erinnerungen an Napoléons zweite Heirat mit Marie-Louise von Österreich und ungünstiger Schilderung der Böhmen“ verboten. Kaiserin Karoline Charlotte Auguste beauftragte eines Tages den Dichter Matthäus von Collin, der Erzieher des Herzogs von Reichstadt war, in der Hofburgtheaterdirektion nach einem interessanten Manuskript nachzufragen. Dort erfuhr er, dass ein Grillparzerstück bereits zwei Jahre bei der Zensurbehörde liege, wo es anscheinend verlegt worden war oder man es habe verschwinden lassen. Collin intervenierte bei der Zensur – und das Stück wurde auf der Stelle gefunden und ihm ausgehändigt. Er las es der Kaiserin vor, welche sehr erstaunt war, dass dieses ihrer Meinung nach äußerst patriotische Werk von der Zensur so verkannt wurde. Sie bewirkte beim Kaiser die Freigabe zur Aufführung, die am 19. Februar 1825 im Wiener Burgtheater stattfand:

„Auf dem k. k. Hoftheater an der Burg wurde am 19. d. M. zum Vortheil der Herren Koch, Krüger, Koberwein und Korn, zum ersten Mal aufgeführt. König Ottokar's Glück und Ende. Trauerspiel in fünf Aufzügen, von Franz Grillparzer. Das Schauspiel-liebende Publicum der Kaiserstadt war seit lange nicht auf die Erscheinung eines dramatischen Gedichts so gespannt, wie auf dieses, und seit langer Zeit erschien auch kein neues Werk, wir wagen es, hier zu behaupten, in doppelter Hinsicht der Aufmerksamkeit mit größerm Rechte würdig, als eben dieses, erstlich der merkwürdigen Epoche wegen in der vaterländischen Geschichte, an die der Stoff erinnert, und zweytens als das geniale Erzeugniß eines talentvollen vaterländischen Dichters, das mit unverkennbaren und glänzenden Vorzügen ausgestattet, sich den besten an die Seite setzen darf.“

Die zweite bzw. dritte Aufführung fand am 26. bzw. 27. Februar 1825 statt.
Die Metternichsche Zensur wirkte sich unter anderem auch dahingehend aus, dass das Ansuchen Grillparzers um die Stelle des Direktors der Wiener Hofbibliothek abgewiesen wurde.

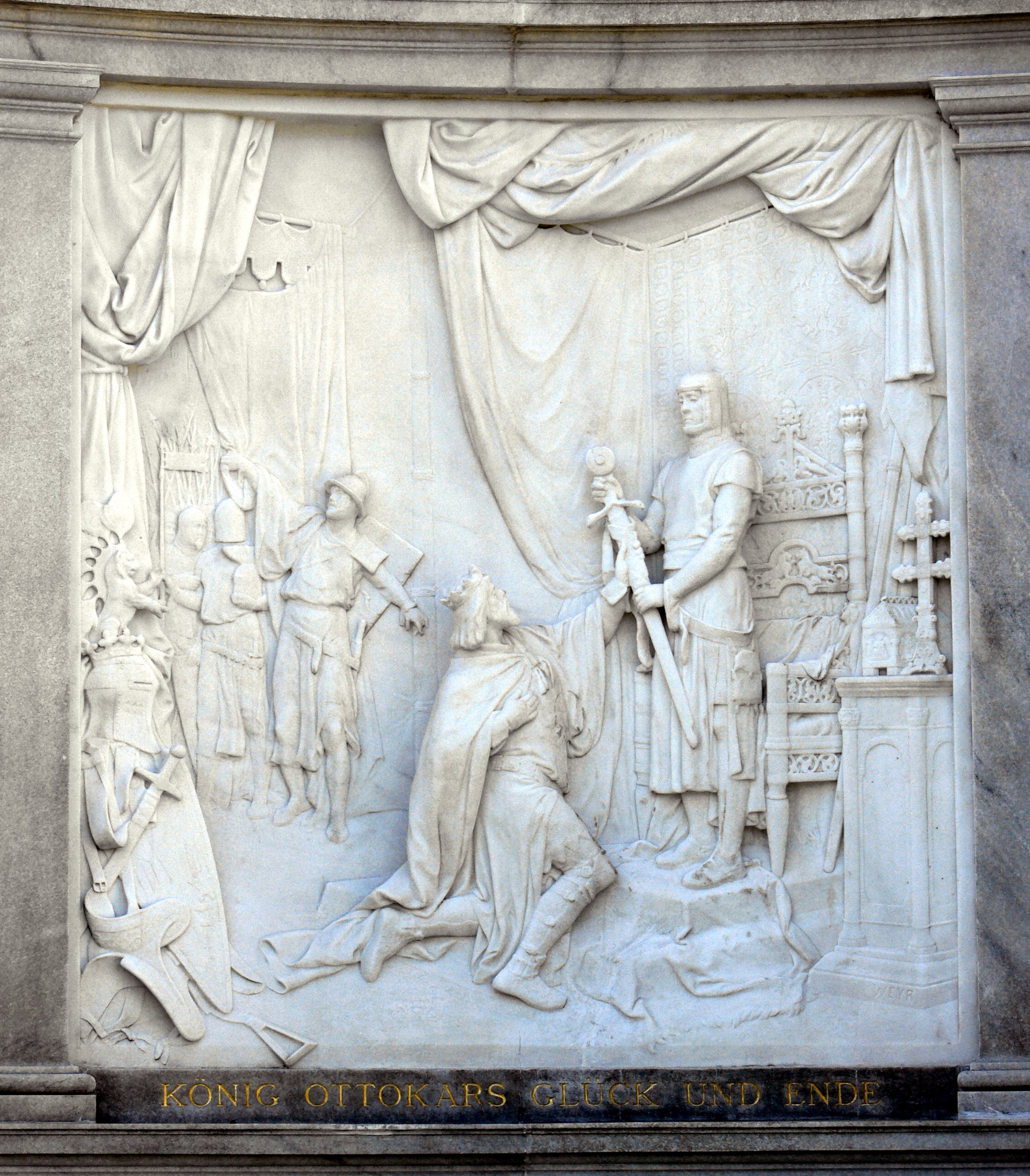
Relief „König Ottokars Glück und Ende“ von Rudolf Weyr am Grillparzerdenkmal im Volksgarten Wien, 1889

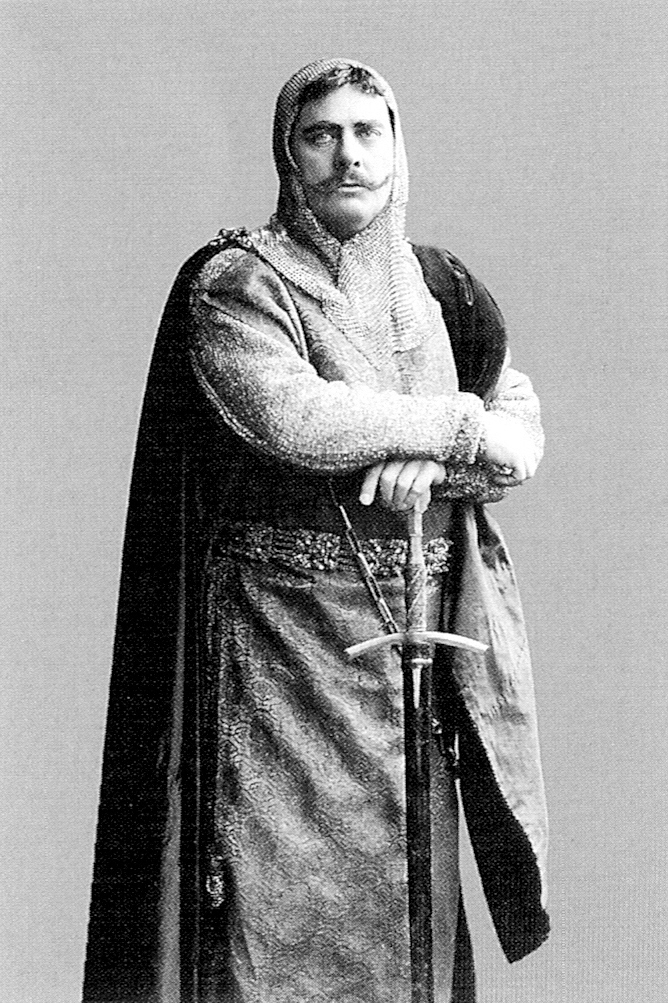
Max Devrient als Zawisch am Burgtheater in Wien nach 1891.

## Handlung
Die Handlung des Trauerspiels beginnt im Jahre 1261 mit der Trennung Ottokars von seiner Frau Margarethe. Als Grund der Trennung wird angegeben, dass Margarethe keine Kinder mehr und somit keinen Erben bekommen kann und dass sie mit Ottokar in vierter Linie verwandt ist. Margarethe verzichtet auf die Länder, die sie in die Ehe eingebracht hatte. Zuvor hat Ottokar die böhmische Adelige Berta verführt, was ihre Familie in der Erwartung, dass Ottokar sie nach der Scheidung von Margarete heiraten würde, gebilligt hat. Ottokar heiratet jedoch Kunigunde, die Enkelin des ungarischen Königs Béla, die somit die neue Königin wird, wodurch er sich die Feindschaft von Bertas Familie zuzieht. Berta verfällt dem Wahnsinn. Gleichzeitig bemerkt Ottokar die vorhandenen Spannungen zwischen seinen böhmischen und seinen steirischen Untertanen nicht, was zur Folge hat, dass er eine Intrige des böhmischen Adeligen Zawisch gegen den steirischen Adeligen Seyfried von Merenberg und dessen Familie nicht durchschaut.
König Ottokar werden mehrere Kronen angeboten, darunter auch die Kaiserkrone. Bei Kunigundes überraschender Ankunft an seinem Hof kommt es jedoch zu einer für die noch anwesende Margarete sehr peinlichen Szene, in der Ottokar sich ihr gegenüber ziemlich brüsk verhält. Als er den anwesenden Adeligen, die Margarete ausdrücklich um Beistand bat, dazu noch verbietet, seine frühere Ehefrau aus dem Saal zu geleiten, ist es der anwesende Graf Rudolf von Habsburg, der als Einziger Zivilcourage zeigt und es dennoch wagt, Margarete aus dem Saal zu geleiten. Dieser Vorfall kostet Ottokar letztlich die Kaiserkrone, da die Anwesenden den Bischof von Mainz darüber informieren, worauf Rudolf zum neuen Kaiser gewählt wird. Das hat zur Folge, dass die Länder Österreich und Steiermark wieder in den Besitz des Kaisers fallen, weil Ottokar sich von Margarete getrennt hat.
Ottokar kann sich mit diesem Verlust nicht abfinden, zudem dieser auch eine Beschädigung seines Ansehens bedeutet. Es kommt zu einem Konflikt. Doch dann kann der Kanzler Ottokars diesen zu einer Aussprache mit dem neu gewählten Kaiser überreden: Ottokar ist bereit, Rudolfs Wahl zum Kaiser anzuerkennen, will aber auf den Besitz der Länder nicht verzichten. Bei dieser Begegnung muss Ottokar jedoch erkennen, dass seine früheren Verbündeten aus der Steiermark jetzt auf der Seite des Kaisers stehen. Deshalb muss er seine Forderungen zurückstecken und sich damit begnügen, dass er die Gebiete Böhmen und Mähren kniend vom Kaiser als Lehen entgegennimmt. Rudolf kommt Ottokars Ehrempfinden entgegen, indem er bereit ist, den Lehensempfang unter Ausschluss der Öffentlichkeit in seinem Zelt entgegenzunehmen. Zawisch allerdings, der längst zu Ottokars Feinden zählt und bereits begonnen hat, dessen zweite Ehefrau zu verführen, zerschneidet während der Zeremonie die Zeltschnüre. Das Zelt fällt zusammen, alle Anwesenden sehen, wie Ottokar vor Rudolf kniet. Als der kaiserliche Herold die Gefangenen, die gemäß Vertrag freizulassen sind, abholen will, lässt Ottokar alle frei bis auf einen: Merenberg, der Vater von Seyfried, wird wegen des Briefes an den Bischof zum Hochverräter abgestempelt. Durch eine Verkettung unglücklicher Umstände findet er wenig später den Tod.
Königin Kunigunde, die inzwischen eine Liebesbeziehung mit Zawisch begonnen hat, weist Ottokar zurück. Sie fordert ihn auf, seine Ehre wiederzuerlangen. Bis dahin wird sie ihm seine ehelichen Rechte verweigern. Diese Zurückweisung sowie die erlittenen Demütigungen bewegen Ottokar dazu, den Vertrag zu zerreißen, den er mit Rudolf als Kaiser geschlossen hat. Er lässt ein neues Heer aufstellen. Inzwischen sucht Königin Kunigunde mit Zawisch Zuflucht beim Kaiser. Während des Krieges erfährt Ottokar, dass seine frühere Frau Margarethe, die sich auch nach der Scheidung für ihn bei Rudolf eingesetzt hat, auf einer weiteren Reise zu diesem gestorben ist. Sie hatte vorgehabt, sich für Ottokar erneut beim Kaiser einzusetzen. An ihrem Totenbett begreift er, dass diese Scheidung ein schwerer Fehler war, und bereut seine schlechten Taten. Wenig später kommt es zur Schlacht auf dem Marchfeld, und Kaiser Rudolf gibt den Befehl, dass niemand Ottokar – außer in Notwehr – das Leben nehmen dürfe. Als Seyfried von Merenberg während der Schlacht auf Ottokar trifft, will er den Tod seines Vaters rächen und fordert diesen zum Kampf auf, bei dem Ottokar getötet wird. Kaiser Rudolf belehnt noch auf dem Schlachtfeld seine beiden Söhne Albrecht und Rudolf mit den Ländern Österreich und Steiermark.

## Rede auf Österreich
Eine sehr bekannte und oft zitierte Stelle aus dem Drama ist eine Rede im dritten Akt (Verse 1672–1704 bzw. 324–356), die der steirische Reimchronist Ottokar von Hornek (oder Horneck) hält, um Rudolfs Hilfe für das Land Österreich zu gewinnen. Seine Reimchronik ist eine zeitgenössische Quelle, die für die Ottokar-Darstellung in der Geschichtsforschung des 19. Jahrhunderts häufig verwendet wurde. Im Stück hat der steirische Reimchronist nur diesen einzigen Auftritt. In seiner Rede wird das Land Österreich gepriesen, was im Kontext der Szene im Drama durchaus schlüssig ist. Die Rede wird allerdings häufig isoliert betrachtet und als (unkritisches) Lob auf Österreich interpretiert. Sie beginnt mit den Worten „Es ist ein gutes Land“. Diese Stelle gehört zu jenen Literaturzitaten, die an österreichischen Schulen jahrzehntelang Pflichtlektüre waren und deren Kenntnis durch Auswendiglernen verlangt wurde. Die Rede listet angebliche Unterschiede zwischen der österreichischen und deutschen Mentalität aus der Entstehungszeit des Dramas auf: 

„’s ist möglich, daß in Sachsen und beim Rhein

Es Leute gibt, die mehr in Büchern lasen;

Allein, was not tut und was Gott gefällt,

Der klare Blick, der offne, richt’ge Sinn,

Da tritt der Österreicher hin vor jeden,

Denkt sich sein Teil und läßt die andern reden!“

Damit bildet diese Rede ein Gegenstück zu der Rede König Ottokars im 1. Akt (Verse 468–505), in der dieser die Böhmen mit den Deutschen vergleicht und so die Ansiedlung von Deutschen in der Prager Vorstadt begründet.
Der historische Ottokar von Hornek (belegt zwischen 1265 und 1319/1321) wird heute in der Literatur als Ottokar aus der Gaal (eigentlich Otacher ouz der Geul, gelegentlich Ottokar von Steiermark) bezeichnet. Der Name Hornek oder Horneck geht auf den Historiographen Wolfgang Lazius (16. Jahrhundert) zurück und gilt als unrichtig. Ottokar aus der Gaal entstammte der Adelsfamilie der Herren von Strettweg. Er war ein steirischer Dichter und Geschichtsschreiber und ist im Dienst der steirischen Liechtensteiner belegt, deren prominenter Vertreter Ulrich von Liechtenstein war. Nach Urkunden lebte Ottokar aus der Gaal ab 1304 in der Steiermark. Er nahm auch an Kriegszügen teil und war ein reisender Diplomat seiner Zeit. Er verfasste das erste umfassende Geschichtswerk über Österreich in deutscher Sprache, die sogenannte Steirische Reimchronik mit fast 100.000 Versen, die den Zeitraum zwischen 1246 und 1309, die Geschichte des Heiligen Römischen Reichs, die Landesgeschichte Österreichs und der Steiermark beschreibt, indem er auf historische und dichterische Quellen zurückgreift.
Die Figur des Ottokar von Hornek wurde bei der Aufführung des Grillparzer-Dramas anlässlich der Wiedereröffnung des Wiener Burgtheaters 1955 von Raoul Aslan dargestellt. Es war seine letzte Rolle. In der stark bearbeiteten Fassung von Martin Kušej (2005) wurde die Rolle von Wolfgang Gasser übernommen, der sie ebenfalls noch mehrere Male bis zu seinem Tod verkörperte. Als Einspringer spielte auch Udo Samel einige Male die Rolle. Bei der Aufführung des Stückes im Jahr 2000 am Volkstheater wurde sie von Heinz Petters gespielt.

## Wichtige Inszenierungen
Das Stück wurde nach 1825 oft im deutschsprachigen Raum aufgeführt, besonders häufig stand es auf dem Programm des Burgtheaters, es gab bis 2005 zwölf Inszenierungen.
1940 wurde es am Deutschen Volkstheater in Wien vom Intendanten Walter Bruno Iltz inszeniert, Gustav Manker entwarf das Bühnenbild, es spielten Eduard Wandrey und Wilhelm Klitsch sowie O. W. Fischer (Rosenberg) und Dorothea Neff (Margarethe von Österreich). Der Sicherheitsdienst des Reichsführers SS berichtet am 16. Februar 1940 über einen pro-österreichischen Zwischenfall, zu dem es während einer Ausführung des Stücks kam:

„Bei dem Loblied auf Österreich, das Ottokar von Horneck vor Rudolf von Habsburg spricht, kam es an der Stelle, wo der Unterschied zwischen dem reichsdeutschen und österreichischen Geistesleben gezeichnet wird, zu ostentativem Beifall.“

Nachdem das im Zweiten Weltkrieg zerstörte Wiener Burgtheater am 14. Oktober 1955 wieder eröffnet worden war, folgte eine festliche Aufführung des Dramas. Die Hauptrollen spielten damals Ewald Balser (Ottokar) und Attila Hörbiger (Rudolf). Diese Festaufführung löste viele Diskussionen aus, weil viele lieber Goethes Egmont auf der Bühne gesehen hätten. Letztendlich setzten sich in der nationalistisch aufgeheizten Diskussion die Befürworter des Grillparzerstückes durch, da man es als „österreichisch“ und damit passender empfand. Die Zeitung „Neues Österreich“ schrieb zum öffentlichen Disput um die Aufführung:

„Es gibt so etwas wie eine österreichische Verpflichtung. Und darum nochmals mit allem Nachdruck: Wir erwarten von dem Direktor des österreichischen Nationaltheaters …, daß er die einmalige Gelegenheit wahrnimmt und sich auf diese ideologische Verpflichtung (zu Grillparzer) besinnt.“

Der deutsche „Spiegel“ wiederum berichtete über die aufgeheizte Lage:

„Um das ‚Neue Österreich‘ gruppierten sich alle Anhänger der österreichischen Nation, die vom ‚deutschen‘ Nationaltheater nichts mehr hören wollen. Der kommunistische Kulturpapst Dr. Matejka sekundierte.“

1976 gab es eine Neuinszenierung anlässlich von 200 Jahren Burgtheater: Gerhard Klingenberg inszenierte Grillparzers Stück im Bühnenbild von Josef Svoboda und mit der Musik von George Gruntz, der sich an Motiven von Ludwig van Beethoven orientierte. Heinz Reincke verkörperte den Ottokar und Walter Reyer den Rudolf von Habsburg, Attila Hörbiger gab den Ottokar von Hornek.
1991 inszenierte Wolfgang Engel das Stück zum 200. Geburtstag Grillparzers. Diesmal verkörperte Franz Morak den Ottokar und Peter Fitz den Rudolf. Walter Reyer spielte diesmal den Ottokar von Hornek.
Eine völlig neuartige Interpretation von Martin Kušej war 2005 im Rahmen der Salzburger Festspiele zu sehen. Dieselbe Inszenierung wurde am 15. Oktober 2005 anlässlich des 50. Jahrestages der Wiedereröffnung im Wiener Burgtheater erneut aufgeführt. In dieser Inszenierung spielen Tobias Moretti (König Ottokar), Michael Maertens (Rudolf von Habsburg), Elisabeth Orth (Margarethe), Karl Merkatz (Benesch von Diedicz), Nicholas Ofczarek (Zawisch), Bibiana Beglau (Kunigunde von Massovien) und Daniel Jesch (Seyfried) die Hauptrollen. In Kušejs Interpretation des Stückes stehen einander zwei Machtmenschen gegenüber. Die Produktion wurde 2006 vom ORF unter der Leitung von Peter Schönhofer aufgezeichnet.

## Sekundärliteratur
- Claudio Magris: Donau, Biographie eines Flusses. 1991 (erste Auflage), ISBN 3-423-11471-1; 2. Kapitel, 12. Abschnitt: Grillparzer und Napoleon (Der Abschnitt ist kurz, Grillparzer findet im Buch allerdings laufend Erwähnung.)
- Albert Meier: Die Kunst ist etwas anderes als die Natur. Franz Grillparzers „König Ottokar“ zwischen Poesie und Historie. In: Jahrbuch der Grillparzer-Gesellschaft. 3. Folge, Band 27 (2018), S. 285–297.